# Plumularia filicula
Plumularia filicula is een hydroïdpoliep uit de familie Plumulariidae. De poliep komt uit het geslacht Plumularia. Plumularia filicula werd in 1877 voor het eerst wetenschappelijk beschreven door Allman. 